# دونالد روبنسون (قسيس)
دونالد روبنسون (بالإنجليزية: Donald Robinson)‏ هو قسيس أسترالي، ولد في 9 نوفمبر 1922 في ليثغو في أستراليا، وتوفي في 7 سبتمبر 2018 في North Turramurra ‏ في أستراليا.